# Basisgruppe
En basisgruppe er en antiautoritær og ikke-hierarkisk opbygget organisationsform. En basisgruppe består som regel af fem til ti personer, som dyrker et politisk eller fagligt samarbejde, men også personlige relationer. Ved basisgruppens møder har alle mulighed for at komme med indlæg og synspunkter. I Danmark benyttede rødstrømpebevægelsen basisgrupper i deres arbejde for at bevidstgøre om kvindeundertrykkelse.